# Сологуб, Григорий Григорьевич
Григорий Григорьевич Сологуб (19 июля 1961, Ленинград — 27 февраля 2009, Санкт-Петербург) — советский и российский рок-музыкант. Известен благодаря участию в группах «Странные игры», «Поп-механика», «Игры», младший брат Виктора Сологуба.

## Биография
Родился и вырос в Ленинграде. Страдал врождённым пороком сердца.
Окончил музыкальное культпросвет училище по отделению «народные инструменты» и Ленинградский государственный институт культуры им. Н. К. Крупской. Музыкальную карьеру начал в группе «Техпомощь», будучи студентом ЛЭТИ. В 1982 году вошёл в состав группы «Странные Игры», в которой был поющим гитаристом, аккордеонистом и шоуменом. В 1986 году создал вместе со старшим братом Виктором группу «Игры», которая продолжала традиции предшественницы, только в стиле пост-панк. Параллельно участию в собственных группах играл в «Поп-механике» Сергея Курёхина.
С 1992 года играл в группах «Израиль» и «Народное ополчение». В этом же году вместе с братом принял участие в реанимировании «Странных игр» к юбилею. Параллельно со «Странными играми» братья Сологубы играли в «Звонках» и «The Dolphins».
С 1997 года по июль 2000 года — участник группы «2ва самолёта». Эпизодически играл в группе «Deadушки» с братом Виктором и коллегой по «Странным играм» Алексеем Раховым.
Григорий Сологуб скончался вечером 27 февраля в Мариинской больнице в Санкт-Петербурге на 48-м году жизни от сердечной недостаточности вследствие врождённого порока сердца и эндокардита. Похоронен 4 марта 2009 года на Кузьмоловском кладбище (Всеволожский район Ленинградской области).

## Дискография
Странные игры:
- Метаморфозы (1983)
- Концерт в Ленэнерго (1984-85)
- Смотри в оба (1986)

Игры:
- Детерминизм (1989)
- Крик в жизни (1989)

Народное ополчение :
- Израиль (1992)

Машнинбэнд:
- Тихо в лесу (1994)
- Трезвые злые (1995)

Deadушки:
- Элизобарра-торр (2000)
- PoR.no (2001)

2ва самолёта:
- Дон Педро Гомес и Мамочка (1999)
- Подруга подкинула проблем (2000)